# 德魯日內 (赫爾松州)
德魯日内（烏克蘭語：Дружне），是烏克蘭南部赫爾松州赫尔松区尤维莱内市镇内的村落。始建於1965年，面積16.6平方公里，海拔高度21米，2001年人口191，人口密度每平方公里11.5人。